# Massimo Ghini
Massimo Ghini (Roma, 12 d'octubre de 1954) és un actor de cinema italià.

## Biografia
Nascut i criat a Roma per un pare Parma i una mare Romana, que es van separar quan tenia 3 anys, va començar la seva carrera com a animador en pobles turístics. Després com a actor de teatre on va rebre els seus primers elogis, actuant amb directors com Franco Zeffirelli, Giorgio Strehler, Giuseppe Patroni Griffi i Gabriele Lavia. Està al costat de Vittorio Gassman a Otel·lo de Shakespeare, dirigida pel mateix Gassman.
Als primers dies també va treballar com a actor de veu i locutor de ràdio, fent-se amic d'altres dos aspirants a actors, Fabrizio Bentivoglio i Armando De Razza.
El 1979 va aconseguir la seva primera part al cinema a la pel·lícula Speed Cross de Stelvio Massi. La segona pel·lícula, Segreti segrete de Giuseppe Bertolucci, el 1984, en la qual interpreta el capità Felici; el mateix any va filmar el drama La neve nel bicchiere de Florestano Vancini. Durant els següents anys va fer nombroses comèdies per cinema i televisió
El 1990 Andrea Barzini el va dirigir a Italia-Germania 4-3, on va interpretar un dels seus antics companys d'escola de 1968, Federico. Mentrestant, també continua treballant com a actor de veu, prestant la seva veu a nombrosos actors de Hollywood, sobretot a Nicolas Cage a Leaving Las Vegas. Ghini va actuar posteriorment com a intèrpret de nombrosos directors del nou cinema italià, com Paolo Virzì que el va dirigir a la seva pel·lícula debut el 1994, La bella vita.
Demostra que és un actor complet i versàtil quan se li ofereixen papers més desafiants com a la pel·lícula Senza pelle d'Alessandro D'Alatri, on interpreta el paper d'un conductor d'autobús casat amb una bella dona cortejada per un noi amb trastorns mentals, o a Celluloide (1996) de Carlo Lizzani, on recorre, en el paper de Roberto Rossellini, les fases de la producció de Roma, ciutat oberta. Gràcies a la pel·lícula de Francesco Rosi, La treva (1997), també va obtenir el primer reconeixement a nivell internacional.
Franco Zeffirelli, que ja havia treballat amb ell en la seva època de teatre, li va confiar el paper del seu pare a la pel·lícula autobiogràfica Tea with Mussolini l'any 1999, basada en el llibre escrit pel mateix director. El mateix any, juntament amb Valentina Cervi, va ser dirigit per Francis Ford Coppola en un espot publicitari d'Illycaffè que homenatjava Federico Fellini i 'Lo sceicco bianco. El 2000 L'any 2000 va treballar al costat d'estrelles com Sean Penn  i Anne Bancroft a Up at the Villa de Philip Haas, en la part de Beppino Leopardi, un jerarca feixista a Florència al llindar de la Segona Guerra Mundial, mentre que l'any 2003 Carlo Vanzina l'anomena entre els principals intèrprets pel seu Il pranzo della domenica.
Continuà la seva carrera a cinema i televisió durant les dècades del 2000 i 2010. El 2008 va participar en Tutta la vita davanti (2008) de Paolo Virzì, per la qual va obtenir la seva primera nominació al Nastro d'argento com a millor actor secundari.

## Filmografia

### Cinema
- Speed Cross, dirigida per Stelvio Massi (1980)
- Segreti segreti, dirigida per Giuseppe Bertolucci (1984)
- Un'isola, dirigida per Carlo Lizzani (1986)
- La ballata di Eva, dirigida per Francesco Longo (1986)
- La sposa era bellissima, dirigida per Pál Gábor (1986)
- Ellepi, dirigida per Roberto Malenotti (1987)
- Compagni di scuola, dirigida per Carlo Verdone (1988)
- Italia-Germania 4-3, dirigida per Andrea Barzini (1990)
- La battaglia dei tre tamburi di fuoco, dirigida per Souheil Ben-Barka i Uchkun Nazarov (1990)
- Nel giardino delle rose, dirigida per Luciano Martino (1990)
- La riffa, dirigida per Francesco Laudadio (1991)
- Zitti e mosca, dirigida per Alessandro Benvenuti (1991)
- Americano rosso, dirigida per Alessandro D'Alatri (1991)
- Una storia semplice, dirigida per Emidio Greco (1991)
- Persone perbene, dirigida per Francesco Laudadio (1992)
- Volevamo essere gli U2, dirigida per Andrea Barzini (1992)
- Cominciò tutto per caso, dirigida per Umberto Marino (1993)
- Anime fiammeggianti, dirigida per Davide Ferrario (1994)
- La vera vita di Antonio H., dirigida per Enzo Monteleone (1994)
- La bella vita, dirigida per Paolo Virzì (1994)
- Senza pelle, dirigida per Alessandro D'Alatri (1994)
- Segreto di stato, dirigida per Giuseppe Ferrara (1995)
- Uomini uomini uomini, dirigida per Christian De Sica (1995)
- Cuore cattivo, dirigida per Umberto Marino (1995)
- Celluloide, dirigida per Carlo Lizzani (1996)
- Va' dove ti porta il cuore, dirigida per Cristina Comencini (1996)
- Il carniere, dirigida per Maurizio Zaccaro (1996)
- La treva, dirigida per Francesco Rosi (1997)
- Grazie di tutto, dirigida per Luca Manfredi (1998)
- I giardini dell'Eden, dirigida per Alessandro D'Alatri (1998)
- Una donna del Nord, dirigida per Frans Weisz (1998)
- Tea with Mussolini, dirigida per Franco Zeffirelli (1999)
- Una notte per decidere, dirigida per Philip Haas (2000)
- CQ, dirigida per Roman Coppola (2001)
- Il pranzo della domenica, dirigida per Carlo Vanzina (2003)
- Sogni di gloria (The Ride), dirigida per Gaby Dellal (2002)
- Sogni di gloria - La rivincita di Raf, dirigida per Jeff Jensen (2003)
- Piano 17, regia dei Manetti Bros. (2005)
- Natale a Miami, dirigida per Neri Parenti (2005)
- Natale a New York, dirigida per Neri Parenti (2006)
- Guido che sfidò le Brigate Rosse, dirigida per Giuseppe Ferrara (2007)
- Tutta la vita davanti, dirigida per Paolo Virzì (2008)
- Natale a Rio, dirigida per Neri Parenti (2008)
- Natale a Beverly Hills, dirigida per Neri Parenti (2009)
- Natale in Sudafrica, dirigida per Neri Parenti (2010)
- Amici miei - Come tutto ebbe inizio, dirigida per Neri Parenti (2011)
- Outing - Fidanzati per sbaglio, dirigida per Matteo Vicino (2012)
- Niente può fermarci, dirigida per Luigi Cecinelli (2013)
- Indovina chi viene a Natale?, dirigida per Fausto Brizzi (2013)
- Vacanze ai Caraibi, dirigida per Neri Parenti (2015)
- Non si ruba a casa dei ladri, dirigida per Carlo Vanzina (2016)
- A casa tutti bene, dirigida per Gabriele Muccino (2018)
- Un nemico che ti vuole bene, dirigida per Denis Rabaglia (2018)
- Natale a 5 stelle, dirigida per Marco Risi (2018)
- L'agenzia dei bugiardi, dirigida per Volfango De Biasi (2019)
- Vivere, dirigida per Francesca Archibugi (2019)
- La mia banda suona il pop, dirigida per Fausto Brizzi (2020)
- Una famiglia mostruosa, dirigida per Volfango De Biasi (2021)
- Sposa in rosso, dirigida per Gianni Costantino (2022)
- I cassamortari, dirigida per Claudio Amendola (2022)
- Ragazzaccio, dirigida per Paolo Ruffini (2022)
- Amici per la pelle, dirigida per Pierluigi Di Lallo (2022)
- Un matrimonio mostruoso, dirigida per Volfango De Biasi (2023)

### Televisió
- Anna Kuliscioff – minisèrie (1981)
- Delitto di stato, dirigida per Gianfranco De Bosio – minisèrie (1982)
- Il fascino dell'insolito – sèrie de televisió, episodi 3x04 (1982)
- La biondina, dirigida per Andrea i Antonio Frazzi – minisèrie (1982)
- Il diavolo al Pontelungo – minisèrie (1982)
- La maschera e il volto – telefilm (1984)
- La neve nel bicchiere, dirigida per Florestano Vancini – minisèrie (1984)
- La fronda inutile – sèrie de televisió (1986)
- Due fratelli, dirigida per Alberto Lattuada – minisèrie (1988)
- La famiglia Ricordi, dirigida per Mauro Bolognini – minisèrie (1995)
- Tutti gli uomini sono uguali – sèrie de televisió (1997)
- La missione, dirigida per Maurizio Zaccaro – minisèrie (1998)
- Un sogno per la vita – telefilm (2001)
- Commesse – sèrie de televisió (1999, 2002)
- Papa Giovanni - Ioannes XXIII, dirigida per Giorgio Capitani – minisèrie (2002)
- La cittadella, dirigida per Fabrizio Costa – minisèrie (2003)
- Augusto - Il primo imperatore, dirigida per Roger Young – minisèrie (2003)
- La omicidi – sèrie de televisió (2004)
- Meucci - L'italiano che inventò il telefono – minisèrie (2005)
- Edda, dirigida per Giorgio Capitani – minisèrie (2005)
- Piper, dirigida per Carlo Vanzina – telefilm (2007)
- Era mio fratello, dirigida per Claudio Bonivento – minisèrie (2007)
- Raccontami – sèrie de televisió (2006-2008)
- Dottor Clown, dirigida per Maurizio Nichetti – telefilm (2008)
- Sui tuoi passi, dirigida per Gianfranco Albano – telefilm (2008)
- Enrico Mattei - L'uomo che guardava al futuro – telefilm (2009)
- Gli ultimi del Paradiso, dirigida per Luciano Manuzzi – minisèrie (2010)
- Titanic – Blood & Steel' – minisèrie (2012)
- Vi perdono ma inginocchiatevi, dirigida per Claudio Bonivento – telefilm (2012)
- Il candidato - Zucca presidente – sèrie de televisió (2014–2015)
- Matrimoni e altre follie – sèrie de televisió (2016)
- Catturandi - Nel nome del padre – minisèrie (2016)
- The New Pope – sèrie de televisió, 9 episodi (2020)
- Vivi e lascia vivere – sèrie de televisió (2020)
- Crazy for Football - Matti per il calcio, dirigida per Volfango De Biasi – telefilm (2021)
- Studio Battaglia – sèrie de televisió (2022)

## Reconeixements
- Nastro d'argento
  - 2018 – Nastro d'argento a la carrera

- Ciak d'oro
  - 1995 – millor actor no protagonista per Senza pelle[4]
  - 2018 – Millor actor no protagonista per A casa tutti bene[5]

- Premi Flaiano
  - 2012 – Premi pel musical per Il vizietto (secció teatre)[6]
  - 2021 – Millor interpretació masculina per La volta buona